# Lady, Be Good! (musical)
Lady, Be Good! is een musical uit 1924 met muziek van George Gershwin en teksten van Ira Gershwin. Het script is van Guy Bolton en Fred Thompson. De try-out was in Philadelphia op 17 november 1924 en de Broadway première op 1 december 1924 in het Liberty Theatre te New York. De show was een groot succes, er waren in totaal 330 voorstellingen met een bezoekersaantal van rond de 350.000. Met Lady, be Good! vestigde Gershwin definitief zijn naam als belangrijkste Broadwaycomponist. Het was tevens de grote doorbraak van het dans koppel Fred en Adèle Astaire.
In 1926 werd Lady, Be Good! in Liverpool en Londen uitgebracht met, behalve de Astaires, een voornamelijk nieuwe (Engelse) crew. Gershwin reisde zelf naar Londen om te assisteren en twee nieuwe nummers voor de show te schrijven: "Buy a Little Button" en een duet voor de Astaires, "I'd Rather Charleston". De tekstschrijver was Desmond Carter. In Londen werden 326 voorstellingen gegeven voordat het gezelschap op tournee ging door Engeland, Wales en Schotland.

## Verhaal
De geschiedenis speelt zich af op een niet nader aangegeven plaats, in de jaren twintig van de 20e eeuw.
Susan en Dick Trevor vormen een danspaar dat volkomen aan de grond zit. Ze zijn al hun geld kwijt, worden nergens meer geëngageerd zodat het enige dat hen nog rest is op te treden op feestjes ten huize van hun vrienden.
Een rijk meisje wordt hevig verliefd op Dick, maar hij toont weinig belangstelling. Wanneer broer en zus uit hun woning worden gezet en al hun meubeltjes op straat belanden, tracht Susie er toch nog het beste van te maken door de spulletjes netjes rondom een lantaarnpaal te groeperen en er een wandbordje bij te hangen met het opschrift “God zegen ons huis”.
Op allerlei manieren trachten ze hun financiële problemen op te lossen. Desnoods moet Dick toch maar met het rijke meisje trouwen.
Na vele verwikkelingen slagen Susie en Dick Trevor er in de moeilijkheden te boven te komen.

## Cast
- Fred Astaire (Dick Trevor)
- Adele Astaire (Susie Trevor)
- Walter Catlett
- Cliff Edwards
- Gerald Oliver Smith
- Patricia Clarke
- Alan Edwards
- Phil Ohman en Victor Arden als pianoduo

## Songs

### Act 1
Opening: Seeing Dickie Home
- Hang On To Me
- A Wonderful Party
- The End Of A String
- We’re Here Because
- Fascinating Rhythm
- So Am I
- Oh, Lady Be Good!

### Act 2
Opening: The Robinson Hotel
- 'The Half of It, Dearie' Blues
- Juanita
- Little Jazz Bird
- Swiss Miss

Geschrapt:
- The Man I Love
- Will You Remenber Me?
- Singin’ Pete
- Evening Star
- The Bad, Bad Men

en de openingstukken: Weather Men, Rainy Afternoon Girls en Laddy Daddy.

## Bijzonderheden
De partituur bevat enkele grote Gershwin-hits zoals (de geschrapte) The Man I Love, 'The Half of It, Dearie' Blues, Oh, Lady Be Good!, So Am I en Fascinating Rhythm.
De zeer vrije bewerking van de musical werd in 1941 verfilmd met in de hoofdrollen Eleanor Powell en Robert Young. De film werd een grote flop.
In 1992 bracht Nonesuch een cd-box uit, inclusief een uitgebreid boekwerk, met een geheel complete restauratie van de musicalversie uit 1924. Gerestaureerd door Tommy Krasker en uitgevoerd onder leiding van Eric Stern. De uitgave is opgedragen aan Leonore Gershwin, weduwe van Ira.